# Крулихино
Крулихино — деревня в Опочецком районе Псковской области России. 
Входит в состав Болгатовской волости. 

## География
Расположена, в 29 км к северо-востоку от города Опочка и в 3 км к северо-востоку от деревни Болгатово.

## Население
| 2001 | 2002 | 2010 | 2013 | 2014 | 2015 | 2016 |
| ---- | ---- | ---- | ---- | ---- | ---- | ---- |
| 98   | ↘90  | ↘55  | ↗74  | ↘73  | ↘68  | →68  |

Численность населения по состоянию на начало 2001 года составляла 98 человек.